# Tino Häber
Tino Häber (Gera, 6 ottobre 1982) è un giavellottista tedesco. Ha rappresentato la Germania ai Giochi olimpici di Londra 2012, concludendo al settimo posto nel concorso del lancio del giavellotto con la misura di 81,21 metri.

## Progressione
- 2004 - 79,88 m
- 2005 - 75,79 m
- 2006 - 71,62 m
- 2007 - 80,24 m
- 2008 - 80,71 m
- 2009 - 83,46 m
- 2010 - 79,74 m
- 2011 - 79,81 m
- 2012 - 82,10 m
- 2013 - 78,78 m

## Palmarès
| Anno | Manifestazione  | Sede    | Evento                 | Risultato | Prestazione | Note |
| ---- | --------------- | ------- | ---------------------- | --------- | ----------- | ---- |
| 2009 | Mondiali        | Berlino | Lancio del giavellotto | 34º (q)   | 74,11 m     |      |
| 2012 | Giochi olimpici | Londra  | Lancio del giavellotto | 7º        | 81,21 m     |      |